# Simognathus disparilis
Simognathus disparilis är en kvalsterart. Simognathus disparilis ingår i släktet Simognathus och familjen Halacaridae. Inga underarter finns listade i Catalogue of Life.